# Hamilton (Virginie)
Hamilton je město v Loudounském okrese, v severní části amerického státu Virginie. Při sčítání lidu roku 2000 v něm žilo 562 obyvatel.

## Dějiny
Území dnešního Hamiltonu bylo kdysi obýváno několika indiánskými kmeny, kteří ale po roce 1722 na západ. Evropští osadníci přijížděli během 30. let 18. století. První dům v oblasti Hamiltonu postavili v roce 1768 George a Tabitha Roach Tavennerovi. Jejich syn Richard a snacha Ann vybudovali statek, jenž pojmenovali Harmony a okolní oblast začala být známa pod tímto názvem.
The Leesburg and Snickers Gap Turnpike Company roku 1831 vybudovala silnici vedoucí od Leesburgu do Snickersville (dnes Bluemont). Tím růst osady pokračoval a o dva roky později, když mělo místo už dost obyvatel, byl postaven metodistický kostel. Městečko se také stalo známým jako Hamilton Store (Hamiltonův obchod) podle obchodu provozovaným Charlesem Bennettem Hamiltonem. Roku 1835 povolil John Quincy Adams vytvoření pošty umístěné ve výše jmenovaném obchodě a sídlo bylo zaregistrováno pod jménem Hamilton.
Poslední významná akce občanské války v okrese Loudoun se odehrála právě zde, a to 21. března 1865 malou nerozhodnou bitvou, známou jako šarvátka u Harmony, kdy konfederační plukovník John Mosby a jeho muži překvapili jednotky pod velením plukovníka Marcuse Rena.
Roku 1868 byla sem z Alexandrie prodloužena železniční trať vedoucí podél budoucí Washington and Old Dominion Railroad. V té době sem přicházelo mnoho turistů odpočinout si od ruchu města. Skrz město byla vybudována promenáda dlouhá téměř 2 a půl kilometru a taneční sál. K roku 1900 byl Hamilton už druhým největším městem okresu Loudoun a probíhal boom vzniku podniků včetně řeznictví, prodejny pánských oděvů, továrny na výrobu košťat, kloboučnictví, jídelen a další. Také byla otevřena zubní ordinace, závodiště a začaly být vydávány vlastní noviny.
Avšak s příchodem automobilové éry došlo k pomalému úpadku návštěvnosti turistů. Navíc v roce 1926 bylo mnoho hlavních obchodů zničeno požárem a turismus už poté strmě a nadobro klesl. Od té doby je Hamilton známý spíše jako obytná oblast.

## Demografie
Při sčítání lidu roku 2000 zde žilo 562 obyvatel v 216 domácnostech. Hustota osídlení činila 802 km². Z rasového hlediska bylo 97,69 % rezidentů bílých, 1,42 % se hlásilo k černé rase, 0,53 % byli Asiaté a 0,36 % ostatní rasy. Hispánci bez ohledu na rasu tvořili 1,07 % populace.
28,3 % mělo méně než 18 let, ve věku 18–64 bylo 63,7 % lidí a 65 let a víc mělo 8 % obyvatel.
Medián příjmů na domácnost byl 59 688 dolarů a 3,3 % lidí žilo pod úrovní chudoby.

## Významní obyvatelé
- Ashley Caldwell – členka amerického lyžařského týmu na ZOH 2010 a zároveň nejmladší americká účastnice Vancouverské olympiády.
- Lyndon LaRouche – politik a neúspěšný kandidát na prezidenta